# 托恩区
托恩区，是吉尔吉斯斯坦东北部伊塞克湖州下辖的一个区。治所位于博肯巴耶夫。该区总面积为7,230平方（2,790平方英里），2009年常住人口为49,130人。